# Wadih Damous
Pour les articles homonymes, voir Damous (homonymie).
Wadih Nemer Damous Filho, né le 11 avril 1956, est un homme politique brésilien.